# Berndorfer Buchet
Das im Fünfseenland zwischen Starnberger See und Ammersee gelegene Berndorfer Buchet ist eine Erhebung von lokaler geographischer Bedeutung im südlichen Bayerischen Alpenvorland (Subalpinen Jungmoränenland) mit 760 m ü. NN am Scheitelpunkt, auf die – obwohl dem eigentlichen Alpenraum weit vorgelagert – zumindest teilweise Kriterien für Berge bzw. Berggipfel anwendbar sind.

## Orografische Daten
Anhand der topographischen Karten des Bayerischen Vermessungsamtes ergeben sich folgende Werte:
Die Dominanz des Scheitelpunktes im Berndorfer Buchet beträgt etwa 21 km (bezogen auf den Hohen Peißenberg mit 988 m). Bis in diese Entfernung überragt er alle anderen Erhebungen. Als Schartenhöhe lassen sich ca. 131 m errechnen (bezogen auf eine südlich gelegene Stelle bei Kampberg, 629 ü. NN, als tiefsten Punkt und den Höhenzug zwischen Riegsee und Sindelsdorf, 833 m ü. NN, als zugehörigen höheren Berg). Im Umkreis von 5 Kilometern ist am Fuß des Höhenzuges der Ammersee bei Pähl, 533 m ü. NN, zu ermitteln und damit eine Höhe des Berndorfer Buchet über Grund von 227 m (Reliefenergie). Den Gebirgsland-Kriterien der EU entspricht sein Scheitelpunkt insoweit, als sich im Umkreis von 1 km zu vielen Punkten mindestens 50 m große Höhendifferenzen ergeben (zum Gut Kerschlach, dem Weiherfilz und der Bundesstraße 2 im Süden ca. 60 m, zum nördlich gelegenen Gutshof ca. 50 m).

## Bedeutung
Das Berndorfer Buchet überragt alle Erhebungen im Umkreis, es ist bewaldet, die Kuppe weglos, es besteht keine eigentliche Fernsicht. In seiner Nähe liegen nördlich und östlich die Quellen des als Zufluss zum Starnberger See wichtigen Maisinger Baches. Die westlich am Berndorfer Buchet entspringenden Bäche entwässern zum nahe gelegenen Naturschutzgebiet Pähler Schlucht mit seinem überregional bekannten Wasserfall. Fast alle Hauptbäche des Fünfseenlandes haben hier im Radius von 2 km ihr Quellgebiet, auch der Kienbach. Die Olympiastraße passiert das Berndorfer Buchet südlich, vor Abstieg Richtung Weilheim. Touristisch interessant sind das nahe gelegene Gut Kerschlach und die Naturschutzgebiete der Umgebung.